# Obožžёnnye kryl'ja
Obožžёnnye kryl'ja (Обожжённые крылья) è un film muto del 1915 diretto da Evgenij Bauėr.